# McDonald (cráter)

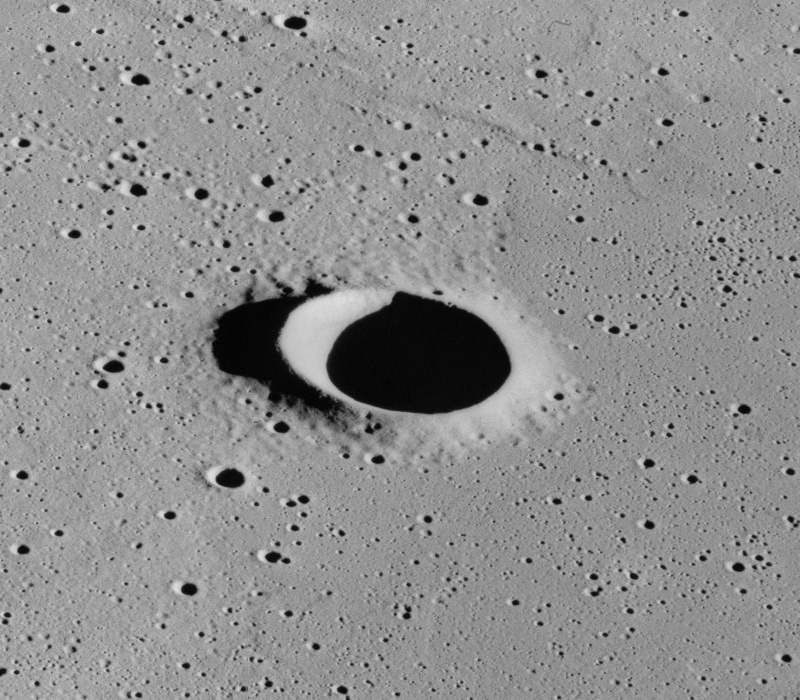
Fotografía de la misión Apolo 15

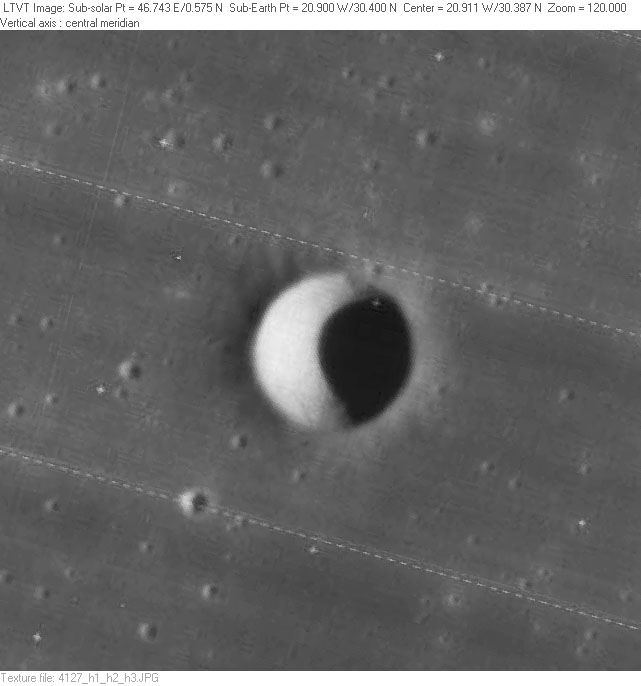
Fotografía de la misión Lunar Orbiter 4

McDonald es un pequeño cráter de impacto lunar ubicado en el centro  del Mare Imbrium.
|  |

Se trata de un cráter en forma de copa, con un borde circular que no se ha erosionado significativamente. Se encuentra al sureste del cráter ligeramente más grande Carlini, en una zona aislada del mar lunar.
Anteriormente fue identificado como Carlini B antes de ser renombrado por la UAI.